# Alnö IF
Alnö IF, bildad på Hammarstedts Cafe i Vii den 24 april 1924, är en idrottsförening på Alnön i Sundsvalls kommun med cirka 700 medlemmar. Alnö IF har haft verksamhet inom skidåkning, brottning, boxning, fotboll och terränglöpning. Boxning och terränglöpning har lagts ned, medan skidåkarna skapat en egen förening, Alnö SK. Inom boxningen hade man bland annat stora framgångar med Gunnar Andersson Gerdsdorff. I fotboll används Släda IP och Äppellunda IP (ungdom). Herrlaget spelade 2007 i Division III. Damlaget har spelat flera säsonger i Sveriges högstadivision och andradivision, och gick 1983 till final i Svenska cupen, där man förlorade med 2-5 mot Jitex BK.
1992 spelade herrlaget en vänskapsmatch mot SL Benfica, då kom 4 500 åskådare och såg matchen. Alnö IF:s herrlag har haft 24 säsonger i tredje högsta serien (1967–1985 och 1991–1994 och 1996) och varit ytterst nära att kvala till näst högsta serien men aldrig lyckats. Säsongen 2024 spelar damlaget i division 1 och herrlaget i division 3. Klubben är ansluten till Medelpads Fotbollförbund. 

## Fotbollsspelare som representerat Alnö IF
- Patrik Ulfsparre, egen produkt, senare i GIF i Allsvenskan
- Stefan Holmström, egen produkt, senare i GIF i Allsvenskan
- Bo Andersson, egen produkt, senare i IFK Sundsvall i Allsvenskan
- Per Fahlman
- Bo Börjesson
- Cain Dotson
- Andreas Yngvesson
- Mathias Florén
- Tina Nordlund
- Karin Ödlund
- Catarina Gjellan, egen produkt, senare i Gideonsberg under många år
- Anna-Maria Eriksson
- Marit Björstedt
- Leif "Lill-Foppa" Forsberg, tränare

## Säsonger herrar
- 1956/1957: Man gick upp från division V till division IV
- 1957/1958: 4:e plats division IV Härjedalen-Medelpad
- 1959: 6:e plats division IV Härjedalen-Medelpad
- 1960: 3:e plats division IV Härjedalen-Medelpad
- 1961: 5:e plats division IV Härjedalen-Medelpad
- 1962: 3:e plats division IV Härjedalen-Medelpad
- 1963: 7:e plats division IV Härjedalen-Medelpad
- 1964: 8:e plats division IV Härjedalen-Medelpad
- 1965: 2:a plats division IV Härjedalen-Medelpad
- 1966: 1:a plats division IV Härjedalen-Medelpad
- 1967: 4:e plats division III Södra Norrland Nedre
- 1968: 5:e plats division III Södra Norrland Övre
- 1969: 7:e plats division III Södra Norrland Övre
- 1970: 6:e plats division III Södra Norrland Övre
- 1971: 9:e plats division III Södra Norrland Nedre
- 1972: 5:e plats division III Södra Norrland
- 1973: 6:e plats division III Södra Norrland
- 1974: 6:e plats division III Södra Norrland
- 1975: 3:e plats division III Södra Norrland
- 1976: 5:e plats division III Södra Norrland
- 1977: 5:e plats division III Södra Norrland
- 1978: 1:a plats division III Mellersta Norrland, sist i kvalgruppen mot Enköpings SK, Gammelstads IF och IFK Östersund
- 1979: 1:a plats division III Mellersta Norrland, sist i kvalgruppen mot IF Brommapojkarna, Gefle IF/Brynäs och Norsjö IF
- 1980: 2:a plats division III Mellersta Norrland
- 1981: 3:e plats division III Södra Norrland
- 1982: 3:e plats division III Mellersta Norrland
- 1983: 8:e plats division III Mellersta Norrland
- 1984: 5:e plats division III Södra Norrland
- 1985: 11:e plats division III Södra Norrland
- 1986: 3:e plats division IV Medelpad, till nya division IV (nivå 5), seriesystemet gjordes om
- 1987: Man gick upp från IV till division III (nivå 4)
- 1988: 2:a plats division III Mellersta Norrland
- 1989: 2:a plats division III Mellersta Norrland
- 1990: 1:a plats division III Mellersta Norrland
- 1991: 3:e plats division II Norra Norrland Vårserie, går till Hösttvåan Norrland där en 3:e plats
- 1992: 3:e plats division II Norra Norrland Vårserie, går till Hösttvåan Norrland där en 2:a plats
- 1993: 6:e plats division II Norrland
- 1994: 12:e plats division II Norrland
- 1995: 2:a plats division III Mellersta Norrland, kvalsegrade mot Morön BK och Täfteå IK
- 1996: 12:e plats division II Norrland
- 1997: 12:e plats division III Mellersta Norrland
- 1998: 2:a plats division IV Medelpad, sist i kvalgruppen mot Forssa BK, Islingby IK och Harmångers IF
- 1999: 5:e plats division IV Medelpad
- 2000: 5:e plats division IV Medelpad
- 2001: 2:a plats division IV Medelpad, 3:e plats i kvalgruppen mot Sörfors IF, Stockviks FF och Sollefteå GIF
- 2002: 1:a plats division IV Medelpad
- 2003: 9:e plats division III Mellersta Norrland, vann kvalgruppen mot Sandåkerns SK, Stuguns BK och Domsjö IF och blev kvar i div. 3
- 2004: 12:e plats division III Mellersta Norrland
- 2005: 5:e plats division IV Medelpad, till nya division IV (nivå 6), seriesystemet görs om
- 2006: 1:a plats division IV Medelpad
- 2007: 12:e plats division III Mellersta Norrland (publiksnitt 117)
- 2008: 7:e plats division IV Medelpad
- 2009: 5:e plats division IV Medelpad